# Mars Orbiter Laser Altimeter

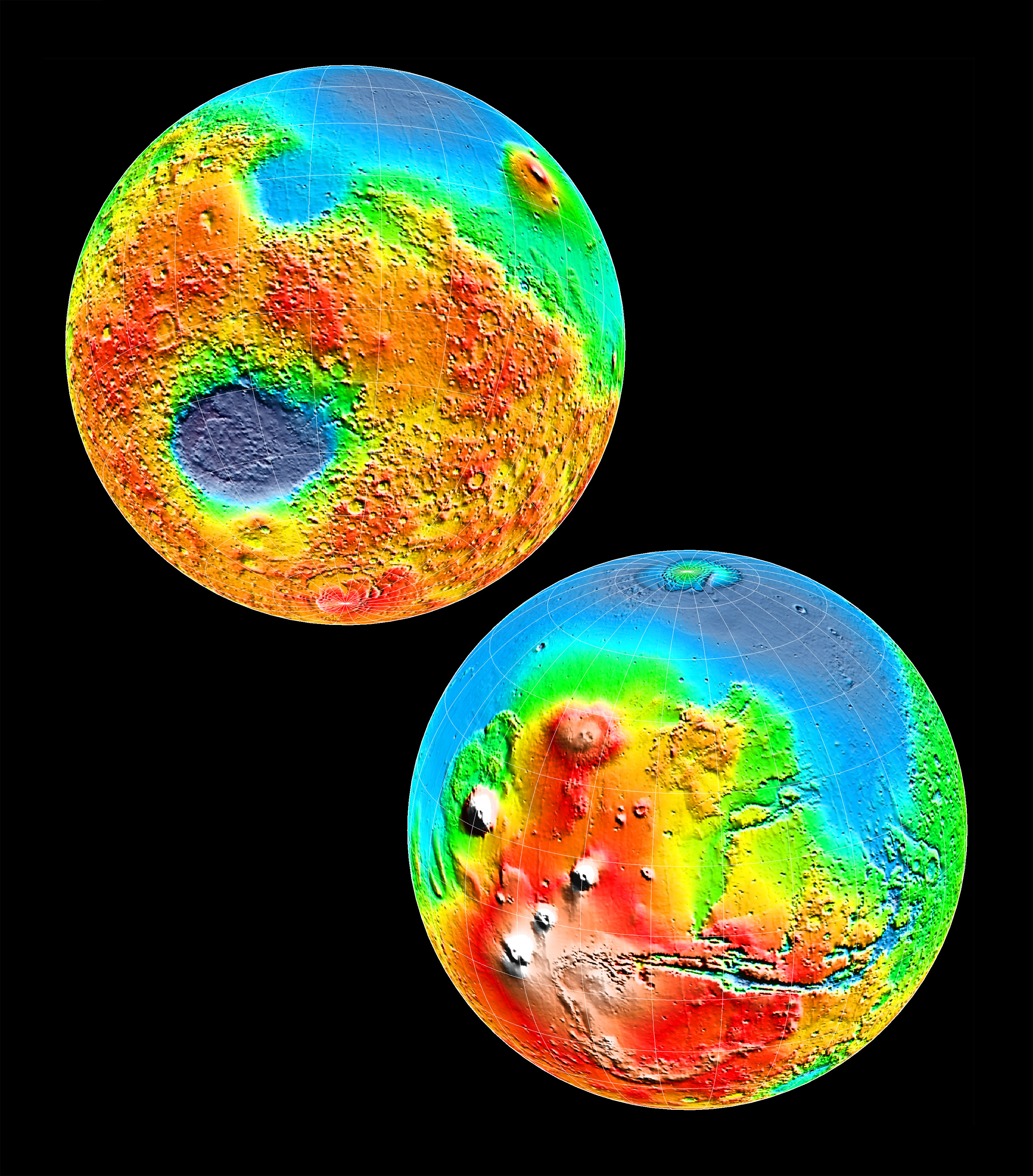
. Imágenes topográficas de los dos hemisferios de Marte. Esta imagen apareció en la cubierta de la revista Science en mayo de 1999.

El Mars Orbiter Laser Altimeter (MOLA) (Altímetro Láser del Orbitador de Marte) era uno de cinco instrumentos a bordo de la nave espacial Marte Global Surveyor (MGS), que operó en la órbita de Marte desde septiembre de 1997 a noviembre de 2006. Aun así, el altímetro solo transmitió datos hasta junio de 2001. El equipo altimétrico transmitió pulsos de láser infrarrojo hacia Marte a razón de 10 pulsos por segundo, y midió el tiempo de retorno para determinar la distancia desde la nave a la superficie de Marte. Las mediciones se tradujeron en unos precisos mapas topográficos de Marte. Esta cartografía de precisión es utilizable en estudios geofísicos, geológicos y sobre la circulación atmosférica. El MOLA también funcionaba como radiómetro pasivo, y midió la radiación de la superficie de Marte en la banda de los 1064 nanómetros.

## Altimetría láser planetaria
Un altímetro láser es un instrumento que permite medir la distancia de una aeronave en órbita respecto a la superficie del planeta o asteroide que la aeronave está orbitando. La distancia se determina midiendo el tiempo del viaje de ida y vuelta de un pulso láser entre el instrumento y la superficie del planeta o asteroide.
La distancia al objeto puede ser determinada multiplicando el tiempo de viaje de cada pulso, multiplicándolo por la velocidad de la luz y dividiéndolo por dos. Conociendo con precisión el movimiento y la posición del altímetro situado en la nave, es posible calcular la ubicación del punto de la superficie iluminado por el pulso de láser. La ubicación de la serie de puntos señalados por el láser (su "huella"), proporciona un perfil de la superficie.

## Vista de polo-a-polo
La imagen superior muestra la topografía de polo-a-polo de Marte, según el primer modelo calculado [Smith et al., Science, 1999]. Las franjas recorren un meridiano desde el polo norte (izquierda) al polo sur (derecha) a lo largo de la línea de longitud 0°. La figura pone de relieve la pendiente entre polo y polo de 0.036°, de tal forma que el polo sur está más elevado que el polo norte (web del NASA Goddard Flight Center).